# Together Again Tour
"Janet Jackson: Together Again" es la décima gira de conciertos en curso de la cantante estadounidense Janet Jackson. La primera etapa de la gira en América del Norte se anunció el 12 de diciembre de 2022 a través de las redes sociales de Jackson. La gira comenzó el 14 de abril de 2023 en Hollywood, Florida, y actualmente está previsto que concluya en Glasgow, Escocia, el 13 de octubre de 2024. La gira toma su nombre del sencillo de éxito internacional de Jackson "Together Again de 1997.

## Personal
- Eric "PikFunk" Smith – bajo
- Mike Reid – batería
- Errol Cooney – guitarra
- DJ Aktive – música
- Daniel Jones – música,  director, teclados
- Gil Duldulao – director creativo
- Dean Lee – coreógrafo
- Luther Brown – coreógrafo
- Darius "Dario" Boatner – bailarín
- Mariusz Maniek Kotarski – bailarín
- Denzel Chisolm – bailarín
- Steven Guero Charles – bailarín

## Trasfondo
El 12 de diciembre de 2022, Jackson anunció las primeras 33 fechas en América del Norte de abril a junio de 2023.La preventa de entradas comenzó el 13 de diciembre de 2022 y la venta general de entradas comenzó el 16 de diciembre de 2022.El anuncio de la gira también reveló a Ludacris como el acto de apertura.